# Silnik średnioprężny

Przekrojowy schemat silnika średnioprężnego z obiegiem dwusuwowym:
1. gruszka żarowa
2. cylinder
3. tłok
4. skrzynia korbowa

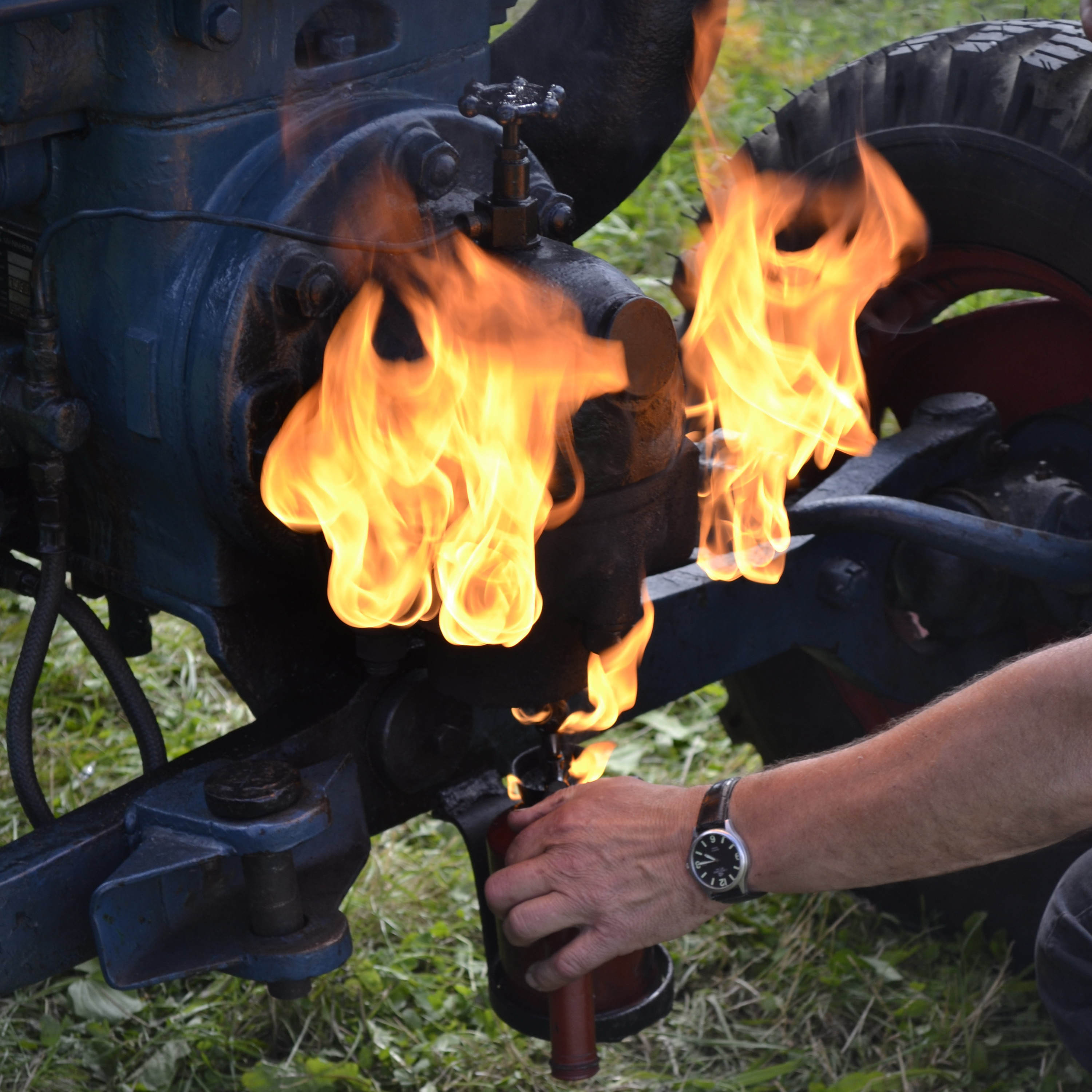
Podgrzewanie lampą lutowniczą gruszki żarowej przed rozruchem

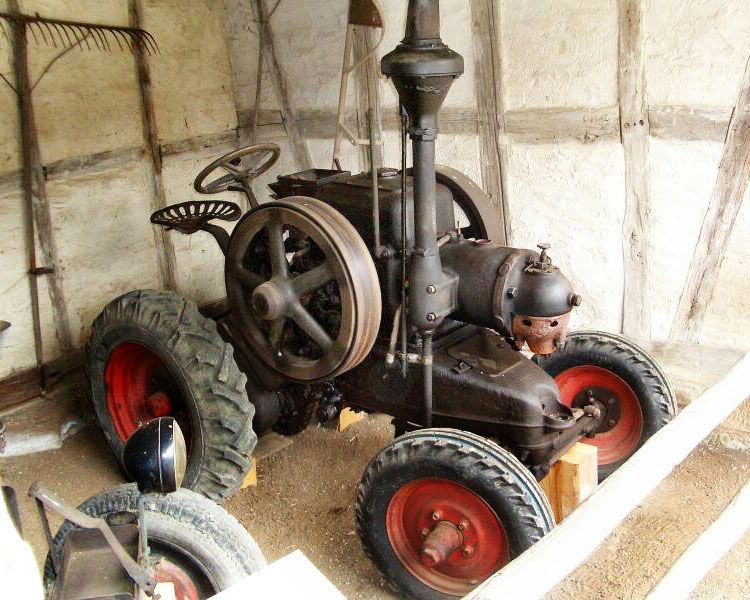
Wczesny ciągnik Lanz Bulldog z silnikiem średnioprężnym, z charakterystyczną wystającą z przodu gruszką żarową

Silnik średnioprężny (znany też pod nazwą silnik o zapłonie żarowym) — silnik spalinowy, konstrukcyjnie historyczny, w którym zapłon paliwa następuje w nagrzanej, niechłodzonej gruszce żarowej. Obecnie w silnikach Diesla zapłon inicjowany jest przez wysoki stopień sprężania (16–22), co powoduje wytworzenie temperatury zapłonu w cylindrze. W silniku żarowym zamiast wysokiego sprężenia stosowano mocno rozgrzany (do czerwoności) fragment komory spalania (tzw. grusza żarowa).

## Początki
Autorem pierwszego takiego silnika oraz patentu na niego jest Herbert Akroyd Stuart. Opracował i zgłosił go do opatentowania w maju 1890 r.
Silniki te pracowały przy stopniu sprężania od 4,5 (Ursus C-45 – 4,75), a więc niższym niż stopień sprężania silników benzynowych. Można je było zasilać niemal każdym dostępnym paliwem – benzynami lekkimi, etanolem, naftą, benzynami ciężkimi, olejem napędowym (używanym najczęściej), parafiną lub mazutem.
Silniki tej konstrukcji mogły pracować w obiegu dwusuwowym lub czterosuwowym. W pierwszym przypadku głowica nie zawierała zaworów, a ładunek był zasysany do skrzyni korbowej skąd po niewielkim sprężeniu (1,15–1,25 atm) kanałem przelotowym dostawał się nad tłok do cylindra, jak w klasycznych silnikach dwusuwowych z przepłukiwaniem poprzecznym. Dlatego stosowano tłok z deflektorem, który zapobiegał przedmuchom świeżego powietrza wprost do kanałów wylotowych. W obiegu czterosuwowym były dwa zawory w głowicy, dodatkowo wyposażone w odprężnik dla ułatwienia rozruchu.

## Zalety i wady
Zalety:
- prostota budowy
- niewrażliwość na czystość paliwa
- duża trwałość
- możliwość pracy na niemal każdym dostępnym paliwie[1]

Wady:
- bardzo duży ciężar jednostkowy (niskie wysilenie silnika)
- niskie obroty pracy (nie więcej niż 1000 obr./min, a zwykle nie więcej niż 500–600 obr./min)
- bardzo mała moc jednostkowa – sprawność na poziomie 12%
- dość duże jednostkowe zużycie paliwa
- bardzo kłopotliwy rozruch, zwłaszcza zimą – niezbędne jest zewnętrzne źródło ciepła, takie jak lampa lutownicza  czy pierwotnie rozżarzone węgle do podgrzania gruszki żarowej
- duże wibracje w przypadku silnika jednocylindrowego

Był stosowany zasadniczo do napędu stacjonarnych urządzeń i ciągników rolniczych np. Ursus C-45. W ich produkcji specjalizowała się firma Lanz Bulldog – od roku 1921 stosując go w swych ciągnikach rolniczych aż do połowy lat 50. XX w.
Silnik średnioprężny należy do silników o znaczeniu historycznym, jego rola w Polsce była istotna tuż po zakończeniu II wojny światowej, w zniszczonym działaniami wojennymi kraju, gdzie nie było dostępu do specjalistycznych narzędzi a liczyła się prostota budowy i eksploatacji.